# Ophiomitrella laevipellis
Ophiomitrella laevipellis är en ormstjärneart som först beskrevs av George Richard Lyman 1883.  Ophiomitrella laevipellis ingår i släktet Ophiomitrella och familjen knotterormstjärnor. Inga underarter finns listade i Catalogue of Life.